# Promozione Veneto 1976-1977
Nella stagione 1976-1977 la Promozione era il quinto livello del calcio italiano (il massimo livello regionale). Qui vi sono le statistiche relative al campionato in Veneto.
Il campionato è strutturato in vari gironi all'italiana su base regionale, gestiti dai Comitati Regionali di competenza. Promozioni alla categoria superiore e retrocessioni in quella inferiore non erano sempre omogenee; erano quantificate all'inizio del campionato dal Comitato Regionale secondo le direttive stabilite dalla Lega Nazionale Dilettanti, ma flessibili, in relazione al numero delle società retrocesse dal Campionato Interregionale e perciò, a seconda delle varie situazioni regionali, la fine del campionato poteva avere degli spareggi sia di promozione che di retrocessione.

## Girone A

### Squadre partecipanti
| Club                | Città                  |
| ------------------- | ---------------------- |
| A.C. Abano          | Abano Terme (PD)       |
| A.C. Badia          | Badia Polesine (RO)    |
| U.S. Cerea          | Cerea (VR)             |
| A.C. Cologna Veneta | Cologna Veneta (VR)    |
| A.C. Contarina      | Contarina (RO)         |
| A.C. Cornedo        | Cornedo Vicentino (VI) |
| U.S. Lendinarese    | Lendinara (RO)         |
| U.S. Malo           | Malo (VI)              |
| U.S. Petrarca       | Padova (PD)            |
| Rovigo Calcio       | Rovigo (RO)            |
| A.C. S.A.B.A. Zanè  | Zanè (VI)              |
| A.C. Schio          | Schio (VI)             |
| U.S. Sivam Bagnolo  | Nogarole Rocca (VR)    |
| A.S. Sommacampagna  | Sommacampagna (VR)     |
| U.S. Tagliolese     | Taglio di Po (RO)      |
| A.C. Trissino       | Trissino (VI)          |

### Classifica finale
|  | Pos. | Squadra        | Pt | G  | V  | N  | P  | GF | GS | DR |
|  | ---- | -------------- | -- | -- | -- | -- | -- | -- | -- | -- |
|  | 1.   | Abano Terme    | 50 | 30 | 22 | 6  | 2  | 55 | 12 |    |
|  | 2.   | Contarina      | 42 | 30 | 17 | 8  | 5  | 49 | 22 |    |
|  | 3.   | Sivam Bagnolo  | 37 | 30 | 16 | 5  | 9  | 41 | 35 |    |
|  | 4.   | Sommacampagna  | 36 | 30 | 10 | 14 | 6  | 28 | 15 |    |
|  | 5.   | Malo           | 33 | 30 | 11 | 11 | 8  | 30 | 29 |    |
|  | 6.   | Trissino       | 32 | 30 | 11 | 10 | 9  | 36 | 32 |    |
|  | 6.   | Lendinarese    | 32 | 30 | 13 | 6  | 11 | 31 | 29 |    |
|  | 8.   | Rovigo         | 30 | 30 | 9  | 12 | 9  | 33 | 32 |    |
|  | 8.   | Cornedo        | 30 | 30 | 12 | 6  | 12 | 27 | 32 |    |
|  | 8.   | S.A.B.A. Zanè  | 30 | 30 | 11 | 8  | 11 | 33 | 41 |    |
|  | 11.  | Tagliolese     | 25 | 30 | 6  | 13 | 11 | 23 | 31 |    |
|  | 12.  | Petrarca       | 24 | 30 | 5  | 4  | 11 | 30 | 38 |    |
|  | 13.  | Cerea          | 22 | 30 | 3  | 16 | 11 | 23 | 30 |    |
|  | 14.  | Badia          | 22 | 30 | 7  | 8  | 15 | 19 | 31 |    |
|  | 15.  | Schio          | 18 | 30 | 5  | 8  | 17 | 20 | 44 |    |
|  | 16.  | Cologna Veneta | 17 | 30 | 5  | 7  | 18 | 20 | 39 |    |

Verdetti
- Badia (peggiore differenza reti), Schio e Cologna retrocedono in Prima Categoria.

## Girone B

### Squadre partecipanti
| Club                | Città                    |
| ------------------- | ------------------------ |
| A.C. Bassano Virtus | Bassano del Grappa (VI)  |
| A.C. Caorle         | Caorle (VE)              |
| A.S. Cittadella     | Cittadella (PD)          |
| G.S. Giorgione      | Castelfranco Veneto (TV) |
| A.C. Jesolo         | Jesolo (VE)              |
| A.C. La Marenese    | Mareno di Piave (TV)     |
| G.S. Mira           | Mira (VE)                |
| U.S. Miranese       | Mirano (VE)              |
| U.S. Muranese       | Murano (VE)              |
| U.S. Opitergina     | Oderzo (TV)              |
| A.C. Pellizzari     | Vedelago (TV)            |
| A.S. Pievigina      | Pieve di Soligo (TV)     |
| A.C. Pro Mogliano   | Mogliano Veneto (TV)     |
| G.S. Salvarosa      | Salvarosa (TV)           |
| U.S. Sile Lucatello | Quarto d'Altino (VE)     |
| A.C. Spinea         | Spinea (VE)              |

### Classifica finale
|  | Pos. | Squadra        | Pt | G  | V  | N  | P  | GF | GS | DR |
|  | ---- | -------------- | -- | -- | -- | -- | -- | -- | -- | -- |
|  | 1.   | Mira           | 47 | 30 | 17 | 13 | 0  | 50 | 21 |    |
|  | 2.   | La Marenese    | 38 | 30 | 14 | 10 | 6  | 31 | 24 |    |
|  | 3.   | Pellizzari     | 36 | 30 | 14 | 8  | 8  | 33 | 23 |    |
|  | 4.   | Opitergina     | 34 | 30 | 11 | 12 | 7  | 29 | 19 |    |
|  | 5.   | Muranese       | 32 | 30 | 9  | 14 | 7  | 26 | 25 |    |
|  | 6.   | Caorle         | 31 | 30 | 10 | 11 | 9  | 32 | 33 |    |
|  | 7.   | Miranese       | 30 | 30 | 6  | 18 | 6  | 27 | 24 |    |
|  | 8.   | Jesolo         | 29 | 30 | 8  | 13 | 9  | 25 | 23 |    |
|  | 9.   | Pro Mogliano   | 29 | 30 | 11 | 7  | 12 | 39 | 45 |    |
|  | 10.  | Pievigina      | 28 | 30 | 9  | 10 | 11 | 35 | 30 |    |
|  | 10.  | Giorgione      | 28 | 30 | 8  | 12 | 10 | 32 | 33 |    |
|  | 10.  | Spinea         | 28 | 30 | 7  | 14 | 9  | 20 | 24 |    |
|  | 13.  | Bassano Virtus | 26 | 30 | 9  | 8  | 13 | 33 | 35 |    |
|  | 14.  | Sile Lucatello | 26 | 30 | 10 | 6  | 14 | 32 | 34 |    |
|  | 15.  | Cittadella     | 20 | 30 | 4  | 12 | 14 | 22 | 41 |    |
|  | 16.  | Salvarosa      | 18 | 30 | 5  | 8  | 17 | 15 | 47 |    |

Verdetti
- Sile Lucatello (peggiore differenza reti), Cittadella e Salvarosa retrocedono in Prima Categoria.